# Elementos del bloque d
Los elementos del bloque d (por tener electrones en el orbital d) son aquellos situados en los grupos 3 a 12 de la tabla periódica de los elementos. En estos elementos el nivel energético más externo corresponde a orbitales d (véase la configuración electrónica).
En el diagrama se muestra la tabla periódica dividida en bloques. En el bloque d hay treinta elementos (realmente hay más, pero no se encuentran en la naturaleza y no se suelen tener en cuenta). Estos se dividen en diez grupos de tres (las columnas), en donde los tres elementos tienen propiedades físicas y químicas parecidas entre sí, aunque los dos que se encuentran más abajo se parecen más entre sí y muestran más diferencias con el que está en la primera fila (llamado normalmente "elemento cabecera de grupo").
| Z   | Nombre       | Símbolo |
| --- | ------------ | ------- |
| 21  | Escandio     | Sc      |
| 22  | Titanio      | Ti      |
| 23  | Vanadio      | V       |
| 24  | Cromo        | Cr      |
| 25  | Manganeso    | Mn      |
| 26  | Hierro       | Fe      |
| 27  | Cobalto      | Co      |
| 28  | Níquel       | Ni      |
| 29  | Cobre        | Cu      |
| 30  | Zinc         | Zn      |
| 39  | Itrio        | Y       |
| 40  | Circonio     | Zr      |
| 41  | Niobio       | Nb      |
| 42  | Molibdeno    | Mo      |
| 43  | Tecnecio     | Tc      |
| 44  | Rutenio      | Ru      |
| 45  | Rodio        | Rh      |
| 46  | Paladio      | Pd      |
| 47  | Plata        | Ag      |
| 48  | Cadmio       | Cd      |
| 71  | Lutecio      | Lu      |
| 72  | Hafnio       | Hf      |
| 73  | Tantalio     | Ta      |
| 74  | Wolframio    | W       |
| 75  | Renio        | Re      |
| 76  | Osmio        | Os      |
| 77  | Iridio       | Ir      |
| 78  | Platino      | Pt      |
| 79  | Oro          | Au      |
| 80  | Mercurio     | Hg      |
| 103 | Lawrencio    | Lr      |
| 104 | Rutherfordio | Rf      |
| 105 | Dubnio       | Db      |
| 106 | Seaborgio    | Sg      |
| 107 | Bohrio       | Bh      |
| 108 | Hasio        | Hs      |
| 109 | Meitnerio    | Mt      |
| 110 | Darmstadtio  | Ds      |
| 111 | Roentgenio   | Rg      |
| 112 | Copernicio   | Cn      |

  También se busco
- Elementos del bloque f
- Elementos del bloque g
- Elementos del bloque p
- Elementos del bloque s